# Сербія (в'язниця)

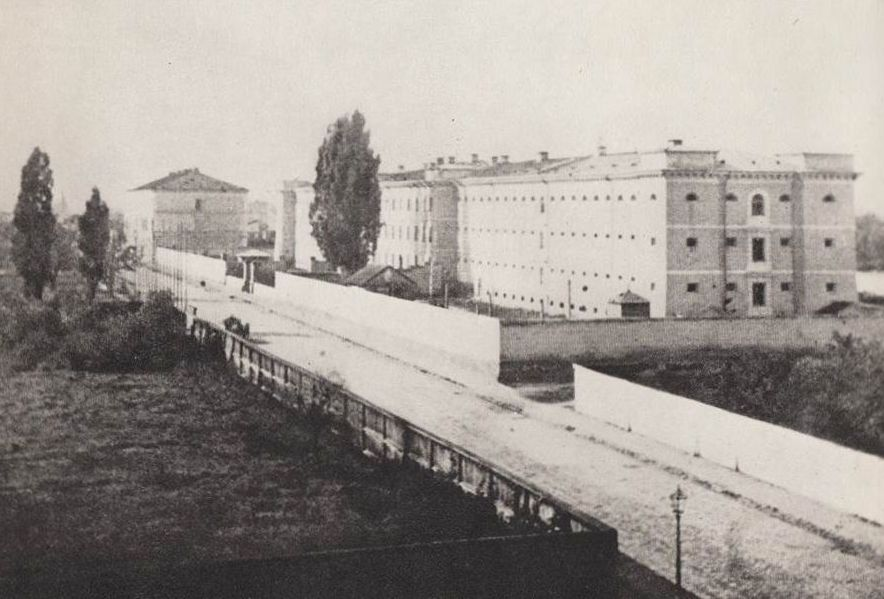
Комплекс в'язниць «Павяк», 1864 рік. Будівля Сербії — найперша зліва

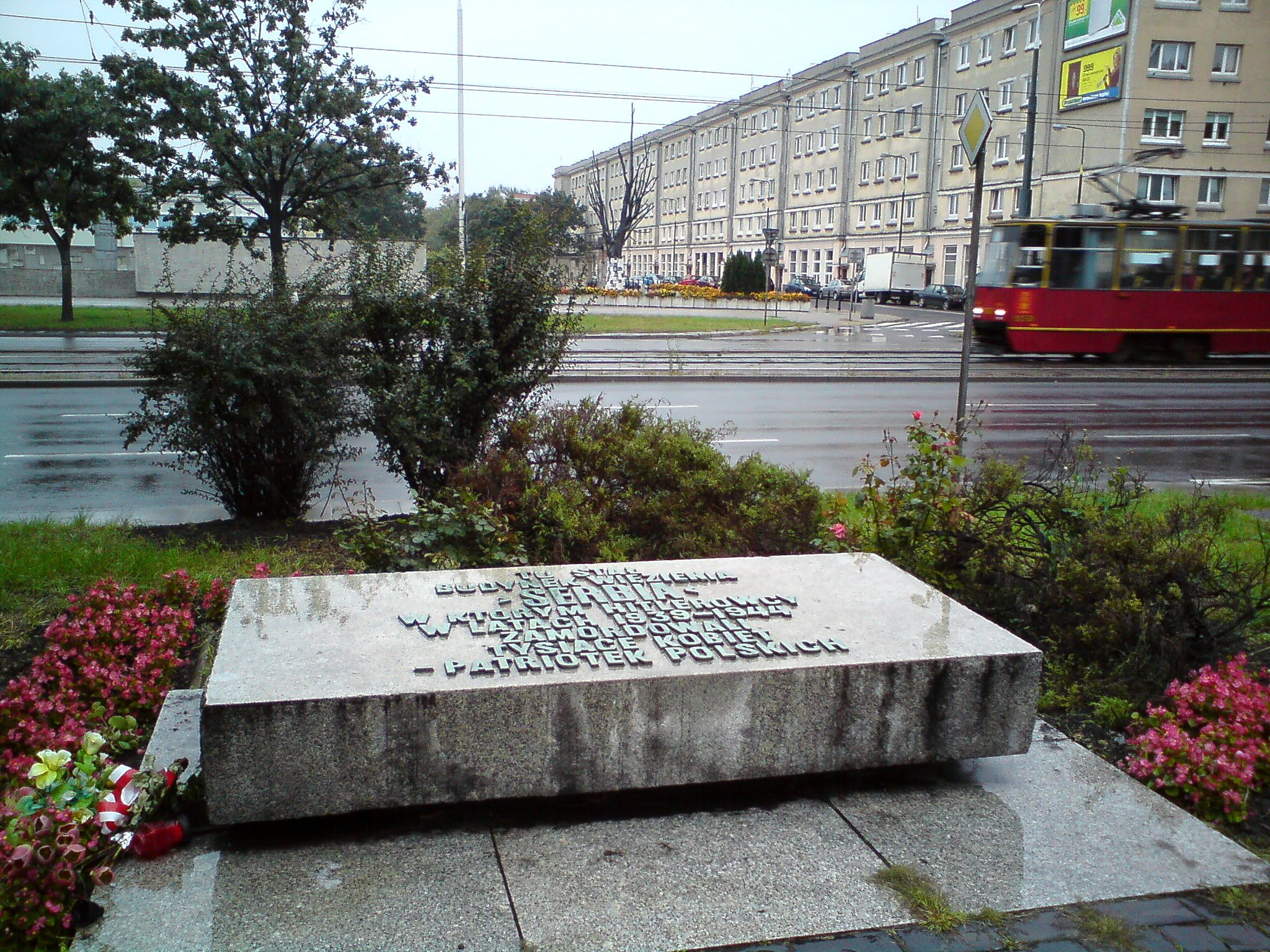
Пам'ять про «Сербію» — меморіальна плита, відкрита у 1965 році

«Сербія» — відділення жіночої частини комплексу в'язниці «Павяк», розташованої в 1835—1944 у Варшаві.

## Історія
Будівля в'язниці «Сербія», ймовірно, зведена в 1830—1835 роках з метою відкриття в цьому приміщенні кримінальної в'язниці для жінок. Після 1863 року тут розміщувалася політична в'язниця для жінок, серед яких там перебувала і педагог, польська політична діячка Марія Кошутська.
У 1877—1878 роках, під час російсько-турецької війни (т. зв. сербської війни) у будівлі в'язниці розміщувався військовий госпіталь. Від нього походить назва тюремного відділення. Мешканці Варшави зазвичай називали Павяком увесь тюремний комплекс, тоді як власне «Павяк» — це чоловіче відділення в'язниці, а «Сербія» — жіноче відділення.
У 1939—1944 роках будівлю «Сербії», разом із усім комплексом «Павяк», зайняло гестапо. За плануванням, приміщення в'язниці «Сербія» було розраховане на 250 місць, але під час окупації кількість ув'язнених тут жінок сягала 800 осіб.
21 серпня 1944 року німці підірвали тюремний комплекс «Павяк», в тому числі й будівлю «Сербії».
Після завершення Другої світової війни тюремний комплекс «Павяк» не відбудовували. Цю територію частково використали для будівництва вулиці Юліана Марчлевського (нині Алея Івана Павла ІІ).

## Персонал
- Людвіка Крисяк

## Вшанування пам'яті
- У 1965 році на розі теперішньої алеї Івана Павла II та вул. Дзєльної у Варшаві було відкрито меморіальну плиту, яка вшановує місце, де розташовувалася «Сербія»[3].